# Peter Wirth (Künstler)

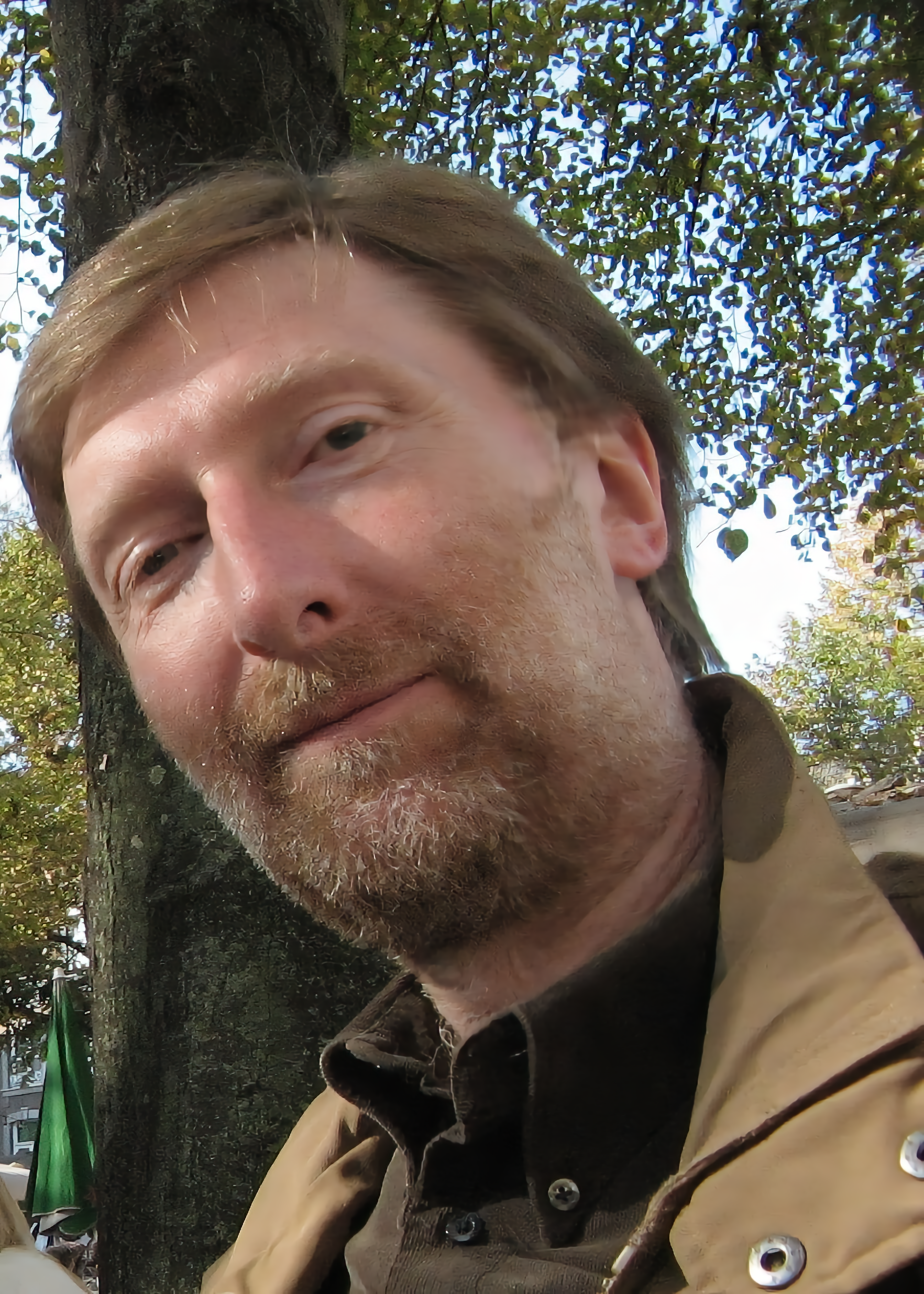
Peter Wirth (2007)

Peter Wirth (* 5. Dezember 1951 in Bochum; † 16. Juli 2018 in Bottrop) war ein deutscher Maler, Grafiker und Fotograf. Sein Lebenswerk umfasst über 30.000 Werke.
Bemerkenswert ist Wirths langjährige Zusammenarbeit mit der Galerie Mönch aus Bremen-Oberneuland, die maßgeblich zur Verbreitung seiner Kunst beiträgt.

## Leben

### Ausbildung
Peter Wirth begann seine berufliche Laufbahn als Schriftsetzer, eine Tätigkeit, die seine Faszination für die visuelle Gestaltung weckte. Seine Leidenschaft für die Kunst führte ihn auf den zweiten Bildungsweg, auf dem er sein Abitur erlangte. An der renommierten Folkwang-Schule, heute Folkwang Universität der Künste, in Essen studierte er „Grafik Design“ bei Professorin Sabine Tschierschky und schloss sein Studium mit Diplom und Auszeichnung ab. Diese formelle Ausbildung legte den Grundstein für seine spätere künstlerische Karriere.

### Die frühen Jahre und der Weg zur Abstraktion

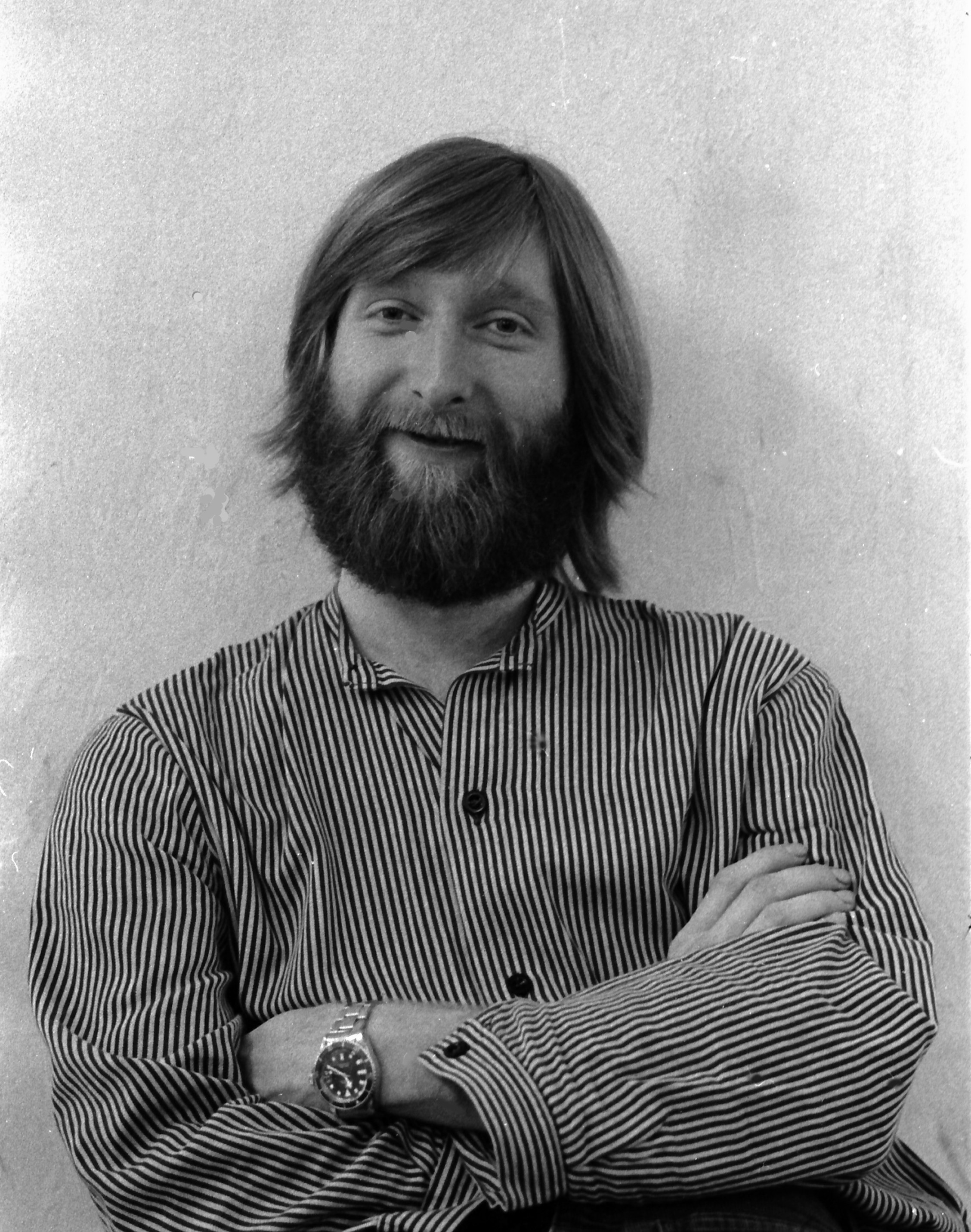
Peter Wirth (1976)

In seinen frühen Schaffensjahren widmete sich Peter Wirth der Druckgrafik, insbesondere der Radierung und Lithografie. Diese Techniken legten den Grundstein für sein Verständnis von Linien, Formen und Strukturen. Seine Werke aus dieser Zeit zeugen von einem intensiven Interesse an der menschlichen Figur und einer präzisen handwerklichen Ausführung. Nach seinen ersten Erfahrungen mit figurativer Kunst wandte sich Wirth der Abstraktion zu. Hier erforschte er Farben, Schichtungen und Texturen und schuf mit Acrylfarben abstrakte Welten.

### Die ägyptische Mythologie und die Ausstellung im Ägyptischen Museum, Berlin 1993

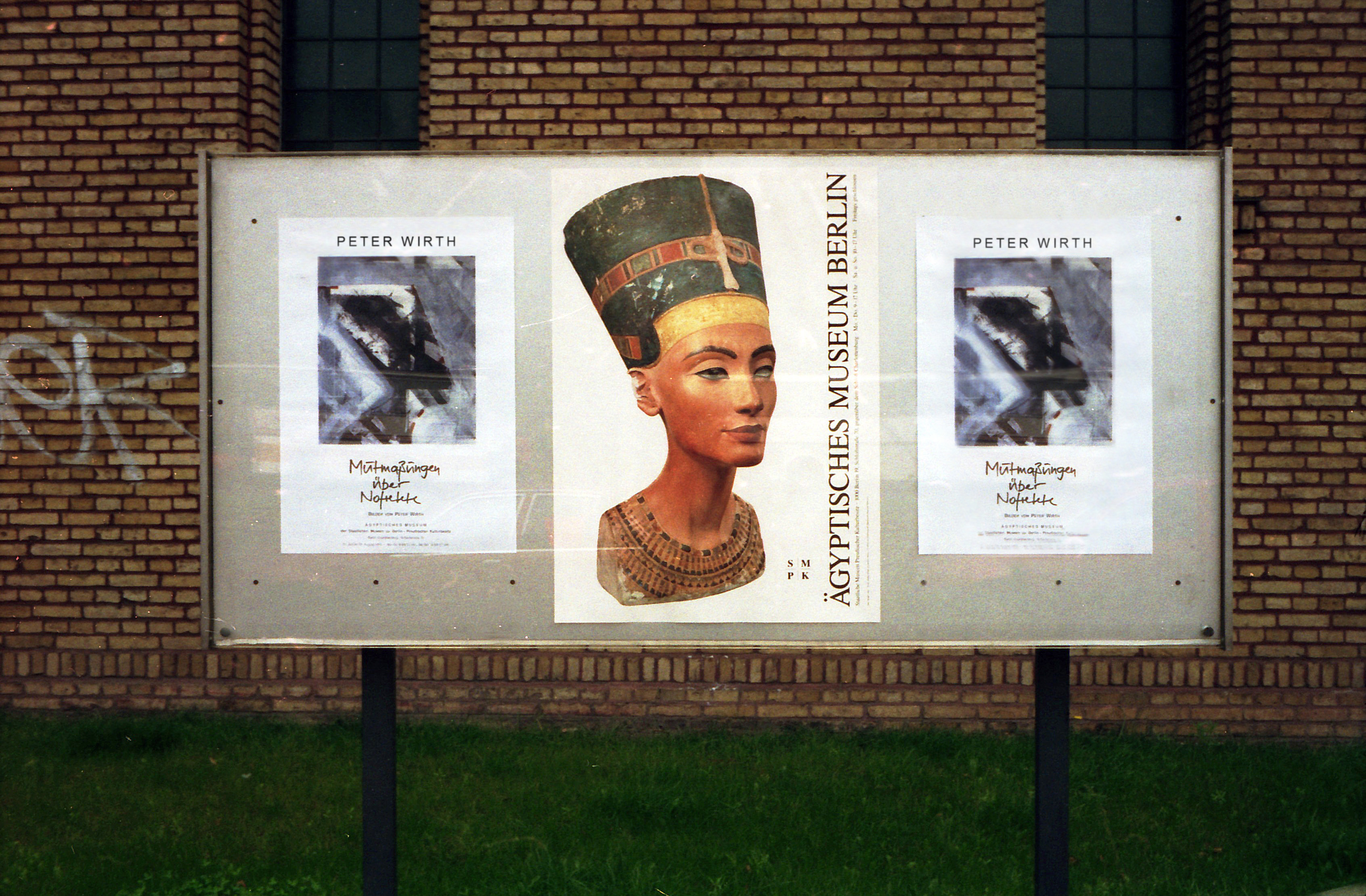
Ausstellung Ägyptisches Museum 1993

Die ägyptische Mythologie spielte in Peter Wirths künstlerischem Schaffen eine herausragende Rolle. In dieser Phase seiner Karriere vertiefte er sich in die Welt der ägyptischen Götter und Pharaonen. Besonders die ikonischen Figuren wie Nofretete, die Sphinx und der Horusfalke beschäftigten ihn. Ein Höhepunkt dieser Phase war die Ausstellung im Ägyptischen Museum in Berlin im Jahr 1993. In Zusammenarbeit mit dem Ägyptologen Dietrich Wildung wurden Wirths Kunstwerke den Schätzen des alten Ägypten gegenübergestellt.

### Serien von Stillleben und die Welt von Hitchcock
Nach seiner ägyptischen Phase widmete sich Wirth neuen Themen. Er schuf Serien von Stillleben, die Variationen desselben Motivs erforschten. Diese Werke sollten den Betrachter dazu anregen, die Schönheit des Alltäglichen neu zu überdenken.
In seinen späteren Jahren entwickelte Peter Wirth eine besondere Leidenschaft für die Fotografie, die sich auch in der Bearbeitung von Aufnahmen aus Filmklassikern manifestierte. Dabei widmete er sich unter anderem den Werken des Regisseurs Alfred Hitchcock. Wirth bearbeitete beispielsweise Fotografien aus Hitchcock-Klassikern wie Die Vögel, Psycho und Vertigo. Durch seine Bildbearbeitungstechnik schuf er eine surreale und geheimnisvolle Atmosphäre, die den Charme und die Raffinesse dieser Filme einfängt.
Darüber hinaus kreierte Peter Wirth Kreidezeichnungen und Comics, die unter anderem Szenen aus Hitchcock-Klassikern zum Leben erwecken. Diese Werke sind Ausdruck seiner künstlerischen Evolution und seines Interesses an verschiedenen künstlerischen Medien.

### Familie
Peter Wirth war in zweiter Ehe mit Angelika Hannig-Wirth verheiratet und hatte einen Sohn, Max Wirth.

## Rezeption

### Preise (Auswahl)
- 1978: 1. Preis beim Grafikwettbewerb der Leichtmetallgesellschaft, Essen
- 1981: Förderpreis der Stadt Frankenthal
- 1982: Stipendium der Aldegrever-Gesellschaft, Münster
- 1983: 2. Platz beim Kunstpreis Junger Westen, Recklinghausen[1]

### Einzelausstellungen (Auswahl)
- 1977 Jazz & Art Galerie, Gelsenkirchen
- 1982 Stadtgalerie Altena
- 1985 Kunsthaus Mettmann
- 1988 Kunsthaus Essen[2][3]
- 1990 Kunstforum Gummersbach
- 1992 Kunstraum Marl
- 1993 Ägyptisches Museum Berlin[4]
- 1996 Residence, Essen (mit Galerie AVIVA)
- 2000 Galerie Mönch, Bremen
- 2000 Galerie AVIVA, Essen
- 2003 Jazz & Art Galerie, Gelsenkirchen[5]
- 2003 Factory, Ratingen
- 2005 Galerie Mönch, Bremen
- 2005 Haus des Zentralverbandes SHK, Potsdam
- 2010 Galerie Mönch, Bremen
- 2019 Galerie Mönch, Bremen

### Ausstellungsbeteiligungen (Auswahl)
- 1981 bis 1985: Große Kunstausstellung NRW, Düsseldorf
- 1981: Galerie Schüppenhauer, Essen
- 1981: Galerie der Stadt Frankenthal
- 1982 Galerie Erhard Witzel, Rodgau
- 1983 „Kunstpreis Junger Westen“, Kunsthalle Recklinghausen
- 1984 Haus der Kunst, München
- 1985 Künstlerbund Lüdenscheid
- 1986 Galerie Inge Donath, Troisdorf
- 1992 Bruno-Goller-Haus, Gummersbach
- 1994 Galerie AVIVA, Essen
- 1995 „Kunst ohne Grenzen“, Norderstedt
- 1998 Kunstforum Gummersbach
- 1999 Galerie Due, Bochum
- 2004 Stanzwerk, Bochum
- 2009 Bremer Kunstfrühling (mit Galerie Mönch)
- 2009 „Stilleben“, Galerie Mönch, Bremen
- 2010 Museum Quadrat, Bottrop[6]
- 2010 Galerie Mönch, Bremen[7]
- 2014 Folkwang Museum, Essen
- 2015 „Magische Orte – Magische Momente“, Galerie Mönch, Bremen[8]
- 2023 Companions – 15 Künstler*innen –, Galerie Mönch, Bremen[9]

## Galerie

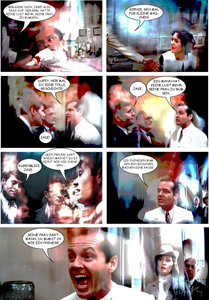
Peter Wirth, Fotokunst Comic Chinatown Seite 14 von 71, Jack Nicholson erzählt Witze
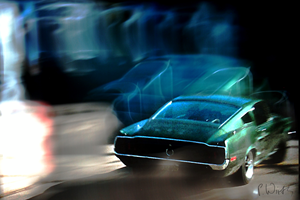
Peter Wirth, Fotokunst Bullit Verfolgungsjagd Steve Mc Queens Mustang
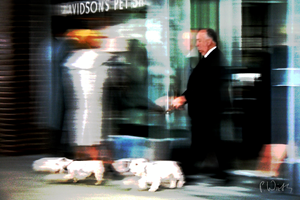
Peter Wirth, Fotokunst Hitchcock Gastauftritt in Die Vögel
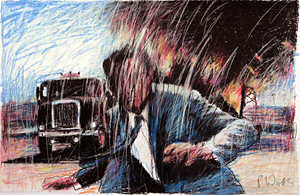
Peter Wirth, Kreidezeichnung Der unsichtbare Dritte Cary Grant in Schwierigkeiten
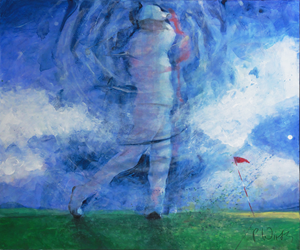
Peter Wirth, Acryl auf Nessel, Golfer im Original 100 × 120 cm
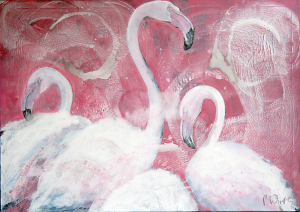
Peter Wirth, Acryl Nessel, Flamingos, im Original 100 × 140 cm
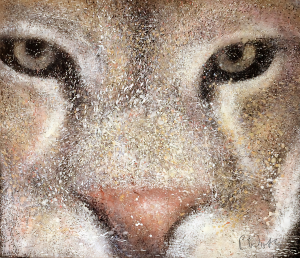
Peter Wirth, Acryl auf Nessel Raubkatze 120 × 140 cm
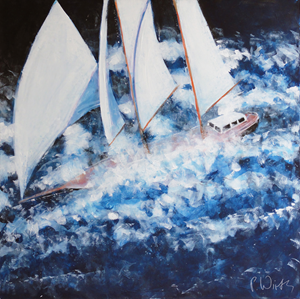
Peter Wirth, Acryl auf Nessel, Segelschiff 100 × 100 cm
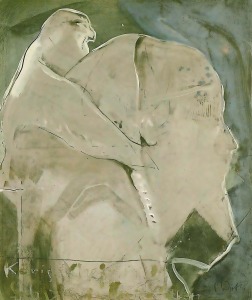
Peter Wirth, Horusfalke, Acryl auf Nessel, im Original 120 × 100 cm
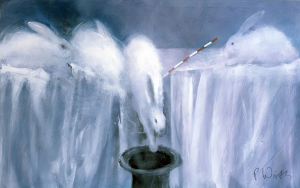
Peter Wirth, Kaninchen und die Zauberei, Acryl auf Nessel im Original 100 × 160 cm
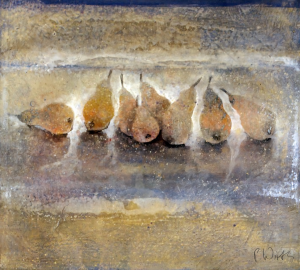
Peter Wirth, Stillleben Birnen, Acryl auf Nessel im Original 70 × 80 cm
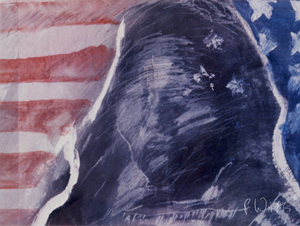
Peter Wirth, Indianer Acryl auf Papier 60 × 80 cm
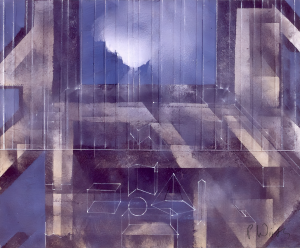
Peter Wirth, Urbane Landschaft, Acryl auf Nessel im Original 100 × 120 cm
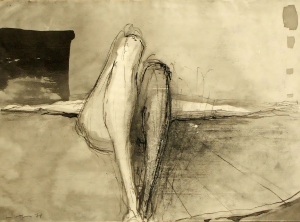
Peter Wirth, Frauenbeine, Tusche 21 × 31 cm